# Andøya
Andøya (samisk Ánddásoulu) er Norges 10. største ø med et areal på 489 km² beliggende i Nordland fylke. Den har et af landets største mosearealer (263 km²) og er velkendt for sine multebær. Mosearealerne udnyttes også til omfattende produktion af tørv. Foruden de flade og stort set sammenhængende mosearealer, består Andøya også af bratte bjergpartier, som når op til 700 meters højde. Højeste punkt på øen er Kvasstinden på 705 moh.
Selve navnet Andøya kommer fra Omd, som var øens navn i jernalder og vikingetid. Omd er omtalt i Snorre Sturlasons kongesagaer, både i Ynglingesagaen og i sagaen om Olav Tryggvason. Senere gik man over til navnet Andarøy. 
Beboerne på Andøya har via Andøybroen færgefri vejforbindelse både til fastlandet og til de øvrige øer i Vesterålen. I sommertiden er det også muligt at tage en bilfærge videre til naboøen Senja i Troms fylke.
Andøya begrænses mod øst af den åbne og brede Andfjorden. Mod sydøst er Andøya skilt fra Hinnøya ved Risøysundet, som i sin nordlige del er meget lavvandet. Mod sydvest skiller Gavlfjorden Andøya fra Langøya.

## Geologi
Geologisk er Andøya kendt for Ramså- eller Ramsafeltet, som er Norges eneste område med kulforekomster udenfor Svalbard.  Disse stammer fra de geologiske perioder jura og kridttiden for 100-150 millioner år siden. På Andøya finder man dermed de yngste bergarter på det norske fastland.  Ramsåfeltet er også rigt på fossiler; blandt andet fandt man sommeren 1971 et 140 millioner år gammelt fossil efter en 3 meter lang hvaløgle. 

## Andøyas bygder
- Andenes med ca. 2700 indbyggere ligger på nordenden af Andøya. Bygden er administrationscenteret for Andøy kommune. Andenes er en vigtig fiskerihavn og i nærheden ligger også Luftforsvarets Andøya flyvestation og Andøya lufthavn, Andenes. Fylkesvei 82 går mod syd til Risøyhamn og Sortland, og om sommeren er der færgeforbindelse mellem Andenes og Gryllefjord på øen Senja.
- Bleik med ca. 455 indbyggere ligger på nordvestsiden af øen ca. ti kilometer fra Andenes. Bleik har en særpræget klyngebebyggelse og erhvervsgrundlaget er hovedsagelig fiskeri og et skibsværft. I 1925 blev store dele af bebyggelsen ødelagt i en storm. Det kendte fuglefjeld på øen Bleiksøya ligger lige udenfor Bleik, indenfor ligger Bleiksmorenen naturreservat
- Nordmela er en bygd og fiskevær med ca. 130 indbyggere. Stedet ligger på vestsiden af øen mellem Nøss i syd og Skogvoll i nord. Der er skriftlige kilder om at bygden har været bosat siden 1500-tallet. Der har tidligere været flere fiskefabrikker. I 1970erne blev en ny mole bygget og forstærket. I de senere år har der kun været en fiskefabrik i Nordmela. Bygdens skole blev bygget i 1893. En ny skole blev taget i brug i 1957. Skolen blev nedlagt i 2008, og eleverne har siden gået i skole i Risøyhamn.
- Risøyhamn med ca. 210 indbyggere ligger på den sydøstlige del af Andøya. Risøyhamn har også en havn med et moderne kajanlæg som kan tage imod større fartøjer. Risøyhamn har to daglige anløb af Hurtigruten. Her ligger også den 750 meter lange bro Andøybroen, som går over Risøysundet og binder Andøya sammen med Hinnøya. Risøyhamn er også det sydlige udgangspunkt for renden Risøyrenna, som blev åbnet i 1922 og som er 4,8 km lang og 7 meter dyb. Risøyrenna gør det mulig for større fartøjer at passere mellem Andøya og Hinnøya. Risøyrenna blev udvidet i 2001.

- Andenes
- Bleik
- Risøyhamn

## Andøyas indsøer
- Bleiksvatnet er en indsø ved fiskeværet Bleik. Søen ligger 28 moh. og har et areal på 1,74 km². Den nordvestlige del af Bleiksvatnet indgår i Bleiksmorenen naturreservat.
- Skogvollvatnet er en indsø ved Skogvoll på Andøya, og har opgang af anadrome laksefisk (laks, havørred og røddinger). Søen er en del af Skogvoll naturreservat.

## Erhvervsliv
Øen har en stærk tilknytning til luftfart, ved at eskadrille 333 i Luftforsvaret er stationeret på Andøya flyvestation, og til rumfart ved at "Andøya Rakettskytefelt" i Oksebåsen ved Andenes er involveret i et internationalt samarbejde om udforskning af den polare atmosfære og fænomenet nordlys. Fiskeriet og fiskeindustrien er også af central betydning for øen. Andenes er en af for en af Norges største fiskerihavne. Andenes er også hjemhavn for et norske "Redningsselskapets" redningsfartøjer. Andøya har også flyforbindelse til det civile ruteflynet over den civile del af flyvestationen, Andøya Lufthavn, Andenes. Øen satser på turisme, hvor hvalsafari er blandt de mest populære tilbud.

## Historie
Andøya har været befolket helt fra stenalderen, og der er fundet trækul som er hele 11.000 år gammelt. Der findes en række fund efter menneskelige aktiviteter fra yngre stenalder. I landsbyen Åse, ca. 4 mil syd for Andenes, er der fundet et militært ringborganlæg fra ældre jernalder bestående af 14 huse, som formentlig har hørt under et lokalt høvdingesæde.
Den gamle kommune, som hed Dverberg, blev delt i tre den 1. januar 1924 (Andenes, Dverberg og Bjørnskinn), og slået sammen igen den 1. januar 1964 under navnet Andøy kommune. Hele øen ligger i dag i Andøy kommune
Rakethændelsen på Andøya (kendt som "Black Brant scare") var en hændelse som har sit udspring i en raketaffyring fra Andøya Space Center (på tidspunkt Andøya Rakettskytefelt), den 25. januar 1995. Raketten, som medbragte måleudstyr til at studere nordlyset over Svalbard, fik en nordligere bane end planlagt. På grund af en misforståelse var oplysninger om raketaffyringen ikke blev meldt videre til de russiske radaroperatører. Da raketten blev opdaget antog man derfor at det var et atomangreb mod Rusland, og russerne satte derfor en nødprocedure i gang for at kunne besvare angrebet. Den berømte atomkuffert blev bragt til Boris Jeltsin, så han var klar til at beordre et atomart modangreb hvis nødvendigt. Modangrebet blev dog afværget da den norske raket styrtede ned i havet i stedet for at fortsætte mod russisk territorium. I de få minutter hvor misforståelsen stod på var situationen kritisk, og ifølge russiske myndigheder var det det nærmeste landet har været på at iværksætte et atomangreb. Man sammenligner gerne hændelsens farlighed med Cubakrisen i 1962.